# QV42
QV 42 est un des tombeaux situé dans la vallée des Reines, dans la nécropole thébaine, sur la rive ouest du Nil face à Louxor en Égypte.
Il a été fait à l'intention de Parêherounemef, cinquième fils de Ramsès III. Parêherounemef est mort assez jeune, à l'âge de 24 ans, pendant la vingtième année du règne de son père ; mais dans sa tombe, il est représenté comme un adulte. Il était peut-être marié, car le sarcophage d'une princesse a été retrouvé dans sa tombe. Parêherounemef est également représenté dans le temple mortuaire de Ramsès III à Médinet Habou.

## Description de la tombe

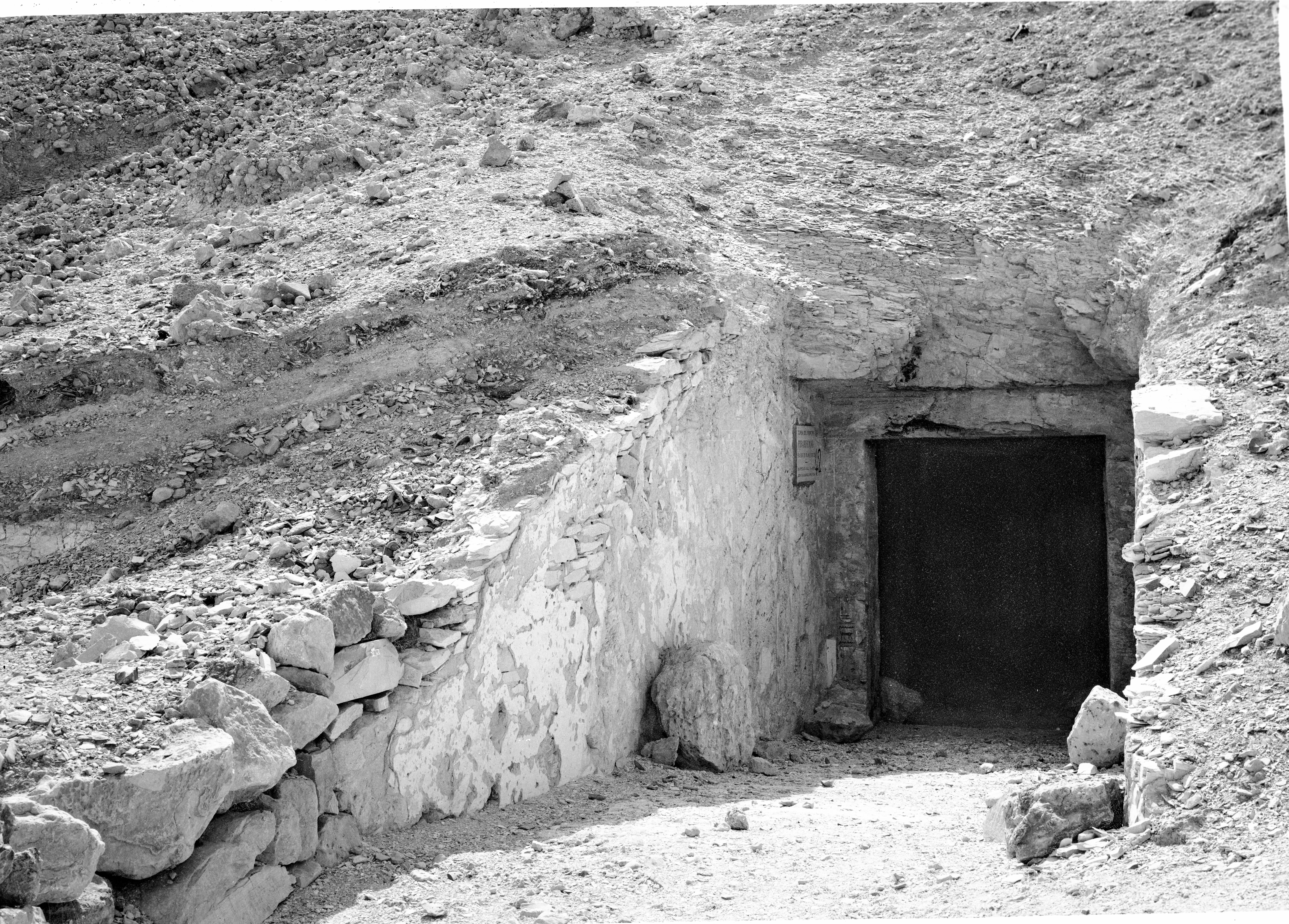
Entrée de la tombe lors des fouilles d'Ernesto Schiaparelli, 1904-1906

La tombe est de forme très étroite et comprenant un long couloir qui mène à la chambre funéraire. Cette dernière comporte quatre piliers, une annexe sur son côté ouest, et une niche sur son côté sud. La tombe est orientée nord-sud.
Les fouilles ont permis de découvrir un sarcophage féminin en granit rose, identifié comme appartenant à une princesse, et qui se trouve actuellement au musée égyptologique de Turin.
Des inscriptions sur des ouchebtis découverts lors d'une nouvelle fouille de QV42 par Christian Leblanc en 1990-1991 suggèrent que c'est Minefer, la mère probable du prince Parêherounemef.
Les décorations de cette tombe sont similaires à celles trouvées dans les tombes des autres fils de Ramsès III. Dans toutes ces tombes, le personnage principal semble être le roi et non les princes.

### Couloir
Les principaux décors muraux du côté gauche du couloir comprennent des scènes où Parêherounemef et Ramsès III font des offrandes aux dieux, notamment du pain à Ptah, du vin à Mertseger et de l'encens à Osiris.
Au bout du couloir, à l'entrée de la chambre funéraire, il y a une représentation de Ramsès III. Sur le mur droit du corridor, Parêherounemef et Ramsès III sont accompagnés des dieux Geb, Thot et Amon.
Sur le linteau de l'entrée de la chambre funéraire, il y a un disque solaire, et sur les murs intérieurs de cette même entrée est inscrit un hymne.

### Chambre funéraire
Dans la chambre funéraire, sur le côté gauche du mur de l'entrée du couloir, sont représentés Osiris, une reine, un babouin et Anubis. La reine porte le collier ousekh (collier composé de plusieurs rangées de perles), la perruque tripartite avec une coiffe en forme de vautour et l'uræus ; elle porte un sceptre.
Sur la droite du même mur sont représentés deux personnages. Le premier est à tête de lion et marche le bras gauche tendu vers l'épaule du second, la main ouverte et les doigts réunis, tandis que son bras droit est tendu le long du corps et porte un couteau. Il porte une jupe rayée, un corsage à bretelles, le collier ousekh, une ceinture avec une fausse queue, des bracelets et des bracelets de cheville. Il est lié à Horsemsou (Horus l'ancien).
Le second est représenté comme un garçon nu assis et porte l'afnet (une coiffe semblable au némès) avec l'uræus, le collier ousekh, des bracelets et des anneaux de cheville. Il plie un de ses bras pour poser la main sur l'épaule opposée, tandis que l'autre main est sur son genou. Il est représenté assis sur un tabouret blanc incurvé sur un tapis vert. Son iconographie rappelle celle d'Harpocrate (Horus enfant).
Sur le mur est de la même pièce, Parêherounemef est représenté avec le roi devant Anubis, puis devant un sanctuaire, et enfin offrant avec le roi l'image de Maât au groupe des génies comprenant un vautour, un personnage agenouillé à tête d'hippopotame tenant des couteaux, et une divinité anthropomorphe agenouillée avec des couteaux. Les deux derniers portent des bracelets de cheville.
Sur le mur sud, Ramsès III et Parêherounemef sont représentés avec Nekhbet, munie d'un sceptre, et Serket devant Osiris. Sur le mur ouest, Parêherounemef est représenté avec Ramsès III devant Osiris, puis devant Horsemsou. Une autre scène sur le même mur comprend un démon debout à tête de lion avec un démon assis à tête de chacal portant des couteaux.
Sur le pilier nord-est de la pièce, Ramsès III est représenté devant le groupe des génies, un singe debout tenant un arc et deux babouins agenouillés, devant Rê-Horakhty.
Des inscriptions figurent sur le pilier nord-ouest et Ramsès III sur la face sud. Sur le pilier sud-ouest, Ramsès III est représenté avec de l'encens devant Shou puis devant Rê-Horakhty. Sur le pilier sud-est, sur ses faces nord et ouest, Ramsès III est représenté offrant du vin à Thot et de l'encens à Atoum.